# Lichtenstein (Familienname)
Lichtenstein ist ein deutscher Familienname.

## Namensträger

### Notname
- Meister von Schloss Lichtenstein (15. Jahrhundert), namentlich nicht bekannter Maler der Gotik

### Familienname
- Aharon Lichtenstein († 2015), israelischer Rabbi
- Alexander Lichtenstein (* 1955), deutsch-russischer Physiker
- Alfred Lichtenstein (1889–1914), deutscher Schriftsteller
- Alfred F. Lichtenstein (1876–1947), US-amerikanischer Philatelist
- Anna Luise Lichtenstein, Geburtsname von Ali Bonte-Lichtenstein, (1897–1986), deutsche Bildhauerin, Keramikerin und Grafikerin
- Anton August Heinrich Lichtenstein (1753–1816), deutscher Zoologe und Bibliothekar
- Augustin Oswald von Lichtenstein († 1663), Komtur und Landkomtur des deutschen Ordens
- Clara Lichtenstein (um 1860–1946), britische Pianistin und Musikpädagogin
- Eduard Lichtenstein (Mediziner) (1818–nach 1882), deutscher Mediziner und Naturforscher
- Eduard Lichtenstein (Sänger) (1889–1953), deutscher Opernsänger (Tenor)
- Eric Lichtenstein (* 1994), argentinischer Automobilrennfahrer
- Erich Lichtenstein (1888–1967), deutscher Literaturwissenschaftler und Verleger
- Ernst Lichtenstein (1900–1971), deutscher Erziehungswissenschaftler
- Erwin Lichtenstein (1901–1993), deutsch-israelischer Jurist
- Ferenc Lajos Lichtenstein (1828–1903), ungarischer Journalist
- Franz Lichtenstein (1852–1884), deutscher Germanist
- Fritz Lichtenstein (1903–2003), jüdisch-zionistischer Aktivist, israelischer Diplomat
- George Lichtenstein (1827–1893), ungarischer Politiker, Pianist und Musikpädagoge
- Hartnid von Lichtenstein-Offenberg († 1298), Bischof von Gurk
- Hans Lichtenstein (1905–1994), Dirigent, Pianist und Sänger
- Heiner Lichtenstein (1932–2010), deutscher Journalist und Publizist
- Hinrich Lichtenstein (1780–1857), deutscher Arzt, Forscher, Botaniker und Zoologe
- Ignatz Lichtenstein (auch Isaac Lichtenstein; 1825–1908), ungarischer Rabbiner
- Ilse Lichtenstein-Rother (1917–1991), deutsche Pädagogin
- Irving L. Lichtenstein (1920–2000), US-amerikanischer Chirurg
- Jacqueline Lichtenstein (1947–2019), französische Philosophin und Kunsthistorikerin
- Jechiel Lichtenstein (1831–1912), ungarischer Rabbiner
- Joachim Dietrich Lichtenstein (1706–1773), deutscher Jurist und Politiker, Bürgermeister von Helmstedt
- Joseph Lichtenstein (1860–1912), deutscher Sänger (Tenor) und Kantor
- Jules Lichtenstein (1816–1886), französischer Weinhändler und Entomologe deutscher Herkunft
- Karl Lichtenstein (1816–1866), deutscher Theologe
- Karl August von Lichtenstein (1767–1845), deutscher Sänger, Komponist und Librettist
- Kurt Lichtenstein (1911–1961), deutscher Journalist und Maueropfer
- Leon Lichtenstein (1878–1933), polnisch-deutscher Mathematiker
- Louis Lichtenstein (1906–1977), US-amerikanischer Osteologe
- Max Lichtenstein (Politiker, 1860) (1860–1942), deutscher Jurist und Politiker (FVp), MdPL Ostpreußen
- Max Lichtenstein (Politiker, 1880) (1880–??), deutscher Jurist und Politiker (USPD, SPD), MdL Preußen
- Mitchell Lichtenstein (* 1956), US-amerikanischer Schauspieler, Autor, Produzent und Regisseur
- Oskar Lichtenstein (1852–1914), deutscher Politiker
- Romelia Lichtenstein (* 1962), deutsche Opernsängerin (Sopran)
- Rose Lichtenstein (1887–1955), deutsche Schauspielerin, siehe Rose Liechtenstein
- Roy Lichtenstein (1923–1997), US-amerikanischer Lehrer und Maler
- Simone Lichtenstein (* 1981), deutsche Sängerin
- Swantje Lichtenstein (* 1970), deutsche Germanistin und Lyrikerin
- Ulrich von Lichtenstein (um 1200–1275), deutscher Minnesänger und Dichter, siehe Ulrich von Liechtenstein
- Ulrich von Lichtenstein (1564–1633), deutscher Höfling
- Victoire Lichtenstein (1795–1866), deutsche Sängerin und Salonnière in Berlin
- Walter Lichtenstein (1902–1984), deutscher Fotograf
- Wolfgang Lichtenstein (* 1929), deutscher Fußballspieler